# Epigynopteryx duboisi
Epigynopteryx duboisi là một loài bướm đêm trong họ Geometridae.